# Hilfsenergie
Hilfsenergie ist ein Begriff, der vorzugsweise in der Automatisierungstechnik einschließlich der Messtechnik, Steuerungstechnik und Regelungstechnik angewendet wird. Messgeräte einschließlich Sensoren und Messumformer, Stellglieder und andere Aktoren, ferner Regler benötigen vielfach Energie, wobei ihr Energiebezug aber für ihre Aufgabe nebensächlich ist. Der Begriff Hilfsenergie ist nicht in Verbindung mit Energieerzeugung, -verteilung oder -umformung zu sehen.
Ein einfaches Beispiel ist ein Spannungsmessgerät mit Drehspulmesswerk; dieses arbeitet ohne Hilfsenergie und entnimmt seine erforderliche Energie dem Messobjekt mit dem Eingangsstrom. Dagegen haben mit Drehspulmesswerk ausgestattete Multimeter vielfach eine eingebaute Batterie mit dem Ergebnis, dass sie eine Messung mit wesentlich weniger Rückwirkungsabweichung durchführen können.
Ebenso gibt es Temperatursensoren, die ohne Hilfsenergie auskommen wie das Thermoelement, das seine elektrische Energie durch Abkühlung der Messstelle gewinnt, und solche, die Hilfsenergie erfordern wie das Widerstandsthermometer, dessen elektrischer Widerstand durch eine zusätzliche Schaltung gemessen und ausgewertet wird.
Ein elektrischer Messumformer benötigt für die eingebaute Schaltung stets eine Energieversorgung. Sofern der erforderliche Speisestrom weniger als 4 mA beträgt, kann der Umformer im analogen Einheitsmessbereich 4 … 20 mA über eine Zweileiterschaltung sowohl seine Hilfsenergie beziehen als auch sein Messsignal übertragen. Mit dieser Doppelausnutzung ist die sogenannte Stromschleife vor allem im Bereich der Automatisierungstechnik weit verbreitet.
Während als Temperaturregler eines Bügeleisens ein Bimetallschalter ohne Hilfsenergie ausreicht, sind für Regelaufgaben, die auch das dynamische Verhalten berücksichtigen, anspruchsvollere Regelverfahren im Einsatz, die Hilfsenergie erfordern.
Vorzugsweise in Gebrauch sind drei Arten von Hilfsenergie:
1. Elektrische Hilfsenergie: Vorzugsweise aus einer Spannungsquelle, für die Signalverarbeitung, auch anspruchsvoller Art, und für die Signalübertragung, auch über große Entfernung.
2. Pneumatische Hilfsenergie: Aus einer Druckluftanlage, für chemische und verfahrenstechnische Industrieanlagen, die Explosionsschutz erfordern; Informationsübertragung mit Einheitssignal 0,2 … 1,0 bar bei 1,4 bar Versorgungsdruck[5].
3. Hydraulische Hilfsenergie: Mit Flüssigkeit, üblicherweise Hydrauliköl, für Anlagen, in denen hohe Leistung oder hohe Stellkräfte bei kleinem Gerätevolumen gefordert werden.

In wird erwähnt, dass (bei pneumatischen Antrieben) die Energie aus dem Signal oder aus Hilfsenergie kommt, und bei Ausfall der Versorgung aus Rückstellfedern. In mehreren Normen wird der Begriff Hilfsenergie durch andere Begriffe ersetzt oder in anderer Bedeutung verwendet. Beispiele:
- In[6] wird (bei elektrischen Messumformern) eine Hilfsspannungsversorgung bezeichnet, die zusätzlich zur Messgröße erforderlich sein kann.
- In[7] und[8] wird in diesem Zusammenhang der Begriff Energieversorgung verwendet.
- In[5] werden der Begriff Energieversorgung und zusätzlich der Begriff Hilfsversorgung im Sinne von Reserve- oder Notstrom-Versorgung unterschieden.